# Alfornelos (freguesia)
Alfornelos is een freguesia in de Portugese gemeente Amadora en telt 14 304 inwoners (2001).